# Kiso-machi
Kiso (japanska: 木曽町?, Kiso-machi) är en landskommun (köping) i Nagano prefektur i Japan.  